# Villa Lenders

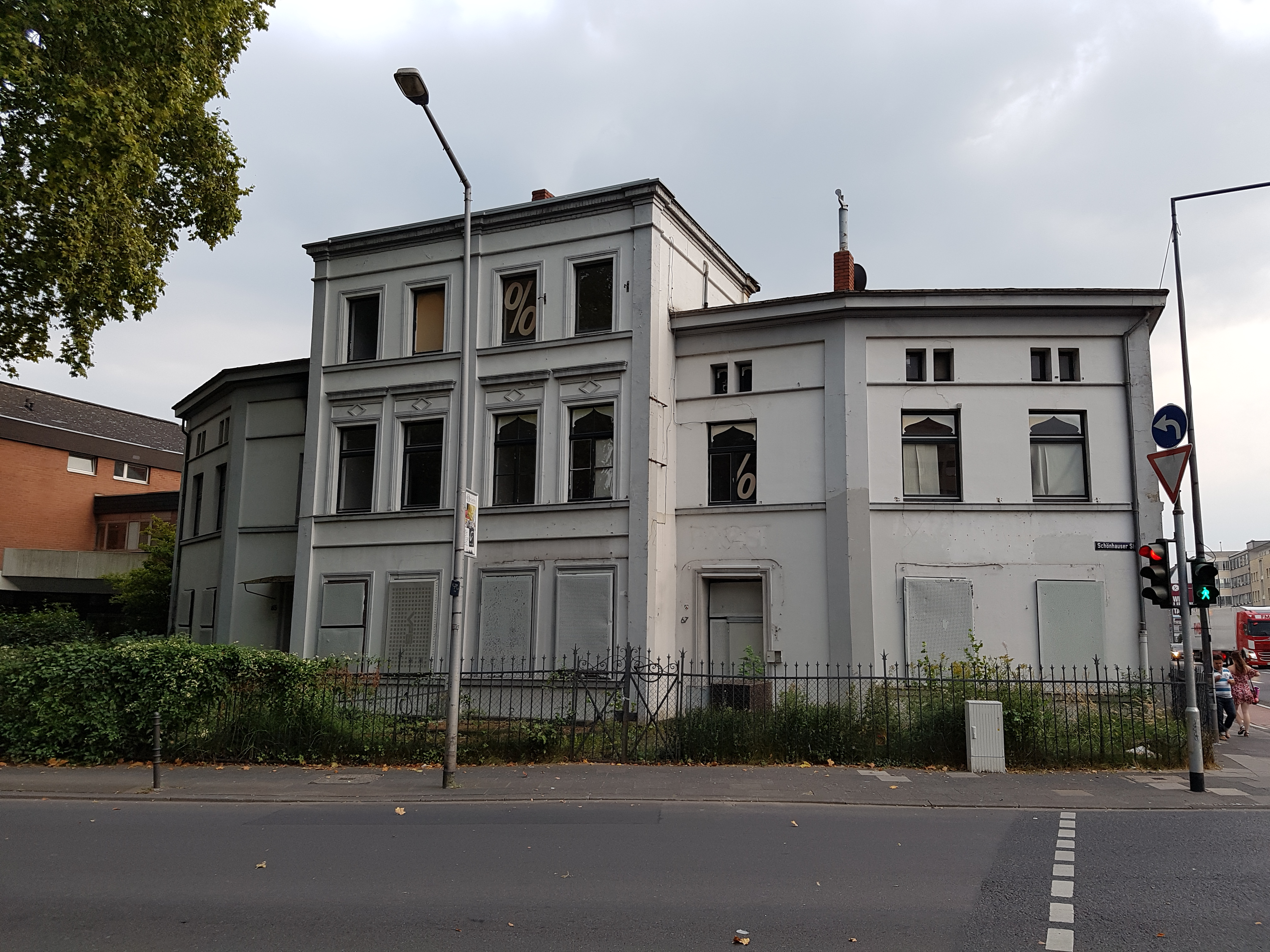
Villa Lenders, 2016

Die sogenannte Villa Lenders war ein Doppelwohnhaus im Kölner Stadtteil Bayenthal. Es stand ortsbildprägend an der Südseite der Schönhauser Straße 65/67, Ecke Bonner Straße. Durch seine Fassadengestaltung wirkte das repräsentative Wohnobjekt wie eine klassizistische Villa.

## Geschichte
Der aus Schildau in der preußischen Provinz Sachsen stammende Kölner Unternehmer Carl Friedrich Mann erwarb 1869 bzw. 1873 das Lendersche Gutshaus an der Schönhauser Straße, nördlich des damaligen Ortschaft Bayenthal, südlich von Köln. Sein Ziel war es, eine gutbürgerliche Wohnkolonie zu gründen. Im Kreuzungsbereich Bonner, Brühler und Schönhauer Straße ließ er zahlreiche Miet-Wohnhäuser errichten. Diese Wohnkolonie nannte er Mannsfeld; sie entwickelte sich zu einem eigenen Stadtteil, der erst nach 1945 in den Stadtteilen Bayenthal und Raderberg aufging.
In diesem Zusammenhang entstand neben dem „Lenderschen Gut“ auch 1876 das später als „Villa Lenders“ bezeichnete Doppelwohnhaus.

## Aussehen und kunsthistorische Bedeutung
Die „Villa“ war keine Villa, sondern ein zwei- bzw. dreigeschossiges Doppelwohnhaus, das abseits der Schönhauser Straße stand. Ein kleiner Vorgarten mit historischer Einfriedung trennte das Grundstück von der Straße. Der dreigeschossige Mittelteil wurde von einer Balustrade gekrönt und betonte den herrschaftlichen Charakter des Gebäudes. Die beiden zweigeschossigen Seitenflügel waren nach hinten abgeknickt, was an barocke Schlossarchitektur erinnerte. Die spätklassizistische Fassade des Gebäudes stand in der Tradition der bürgerlichen Vorortbebauung des mittleren Rheinlandes. Sie war nicht auf die Schönhauser Straße, sondern direkt auf den Kölner Dom ausgerichtet. Dieser war zur Zeit der Erbauung der „Villa“ vollendet worden. Die „Villa Lenders“ war das letzte Gebäude im Schinkelschen Stil aus den 1870er Jahren dieser Art in Köln.

## Abriss
Das Objekt befindet sich im Besitz der Stadt Köln, die das Gebäude zu Gunsten der Verbreiterung der Straßenkreuzung Bonner und Schönhauser Straße im Zusammenhang mit dem Stadtbahnbau auf der Bonner Straße im März 2018 abreißen ließ. Dem letzten Mieter wurde deshalb zum 31. Dezember 2012 gekündigt.
Im Rahmen dieser Planungen wurde die „Villa Lenders“ vom „Arbeitskreis Denkmal des Monats“ im Rheinischen Verein für Denkmalpflege und Landschaftsschutz (RVDL) zum Denkmal des Monats Juni 2012 gekürt und der Öffentlichkeit präsentiert.